# Eduard Zeis
Eduard Zeis (Dresda, 1º ottobre 1807 – Dresda, 28 giugno 1868) è stato un chirurgo e oculista tedesco.

## Vita
Eduard Zeis studiò medicina all'Università di Lipsia dal 1827, si trasferì due anni dopo a Bonn, ed ancora nel 1930 a Monaco, dove seguì e si appassiono alle lezioni di oculistica e chirurgia del professor P.F.Von Walter; nel 1832 tornò a Lipsia e si laureò. Nel 1844 viene nominato professore associato di chirurgia presso l'università di Marburgo; nel 1850 ritorna nella città natale, dove diventa medico ufficiale maggiore nel nuovo ospedale di Friedrichstadt. Muore qui nel 1868, e viene sepolto nel cimitero Elias.

## Opere
Eduard Zeis viene ricordato per la pubblicazione del primo testo di chirurgia plastica, il Manuale di chirurgia plastica, che per primo introduce tale termine; la prefazione è del famoso chirurgo Johann Friedrich Dieffenbach, ed il testo è stato tradotto in varie lingue.ha inoltre pubblicato un influente studio sui sogni dei ciechi.
- Handbuch der plastischen Chirurgie (Manuale di chirurgia plastica). Berlino, G.Reimer, 1838
- Abhandlungen aus dem Gebiete der Chirurgie (Saggi dal campo della chirurgia). Leipzeig, 1845
- De nova cheiloplasticae instituendae methodo. Marburg, 1845
- Der Assistent oder die Kunst, bei chir. Operationen zu assistieren (La procedura guidata o l'arte di agevolazione delle operazioni chirurgiche). Leipzig, 1846
- Die Literatur und Geschichte der plastischen Chirurgie (La storia e la letteratura della chirurgia plastica). 1862